# Knautia dipsacifolia
Knautia dipsacifolia är en tvåhjärtbladig växtart. Knautia dipsacifolia ingår i släktet åkerväddar, och familjen Dipsacaceae.

## Underarter
Arten delas in i följande underarter:
- K. d. dipsacifolia
- K. d. gracilis
- K. d. lancifolia
- K. d. pocutica
- K. d. sixtina
- K. d. turocensis

## Bildgalleri

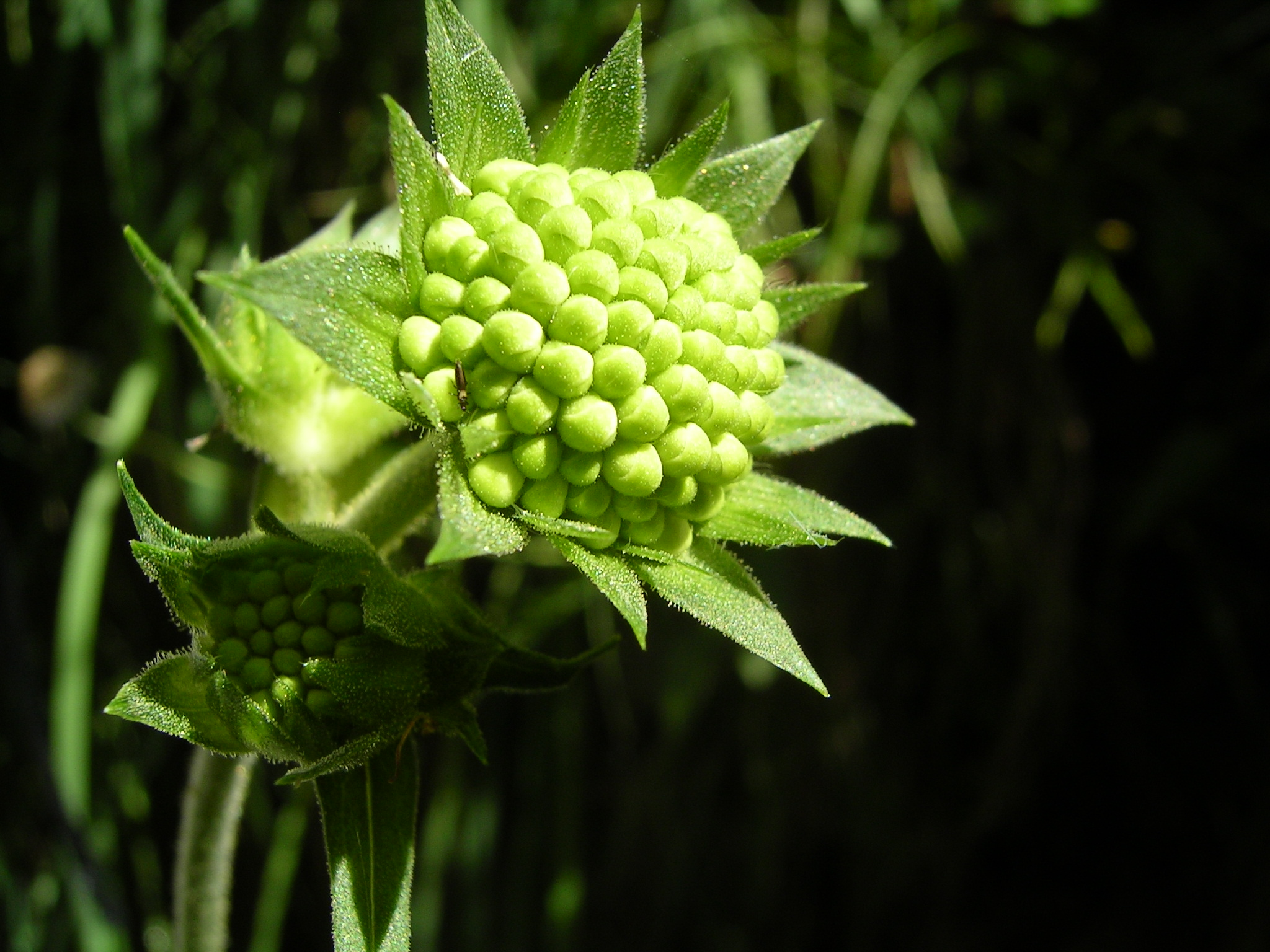
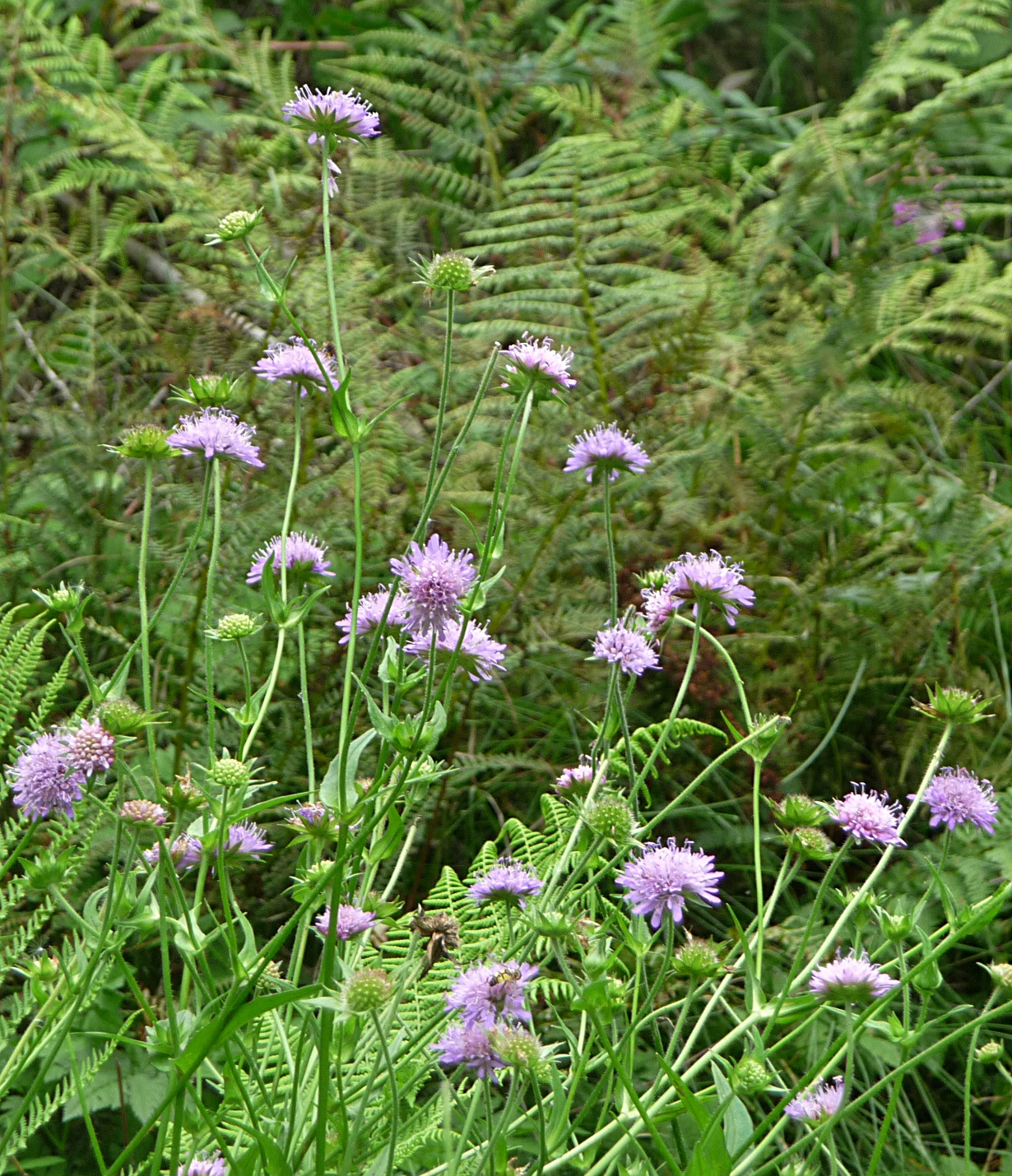
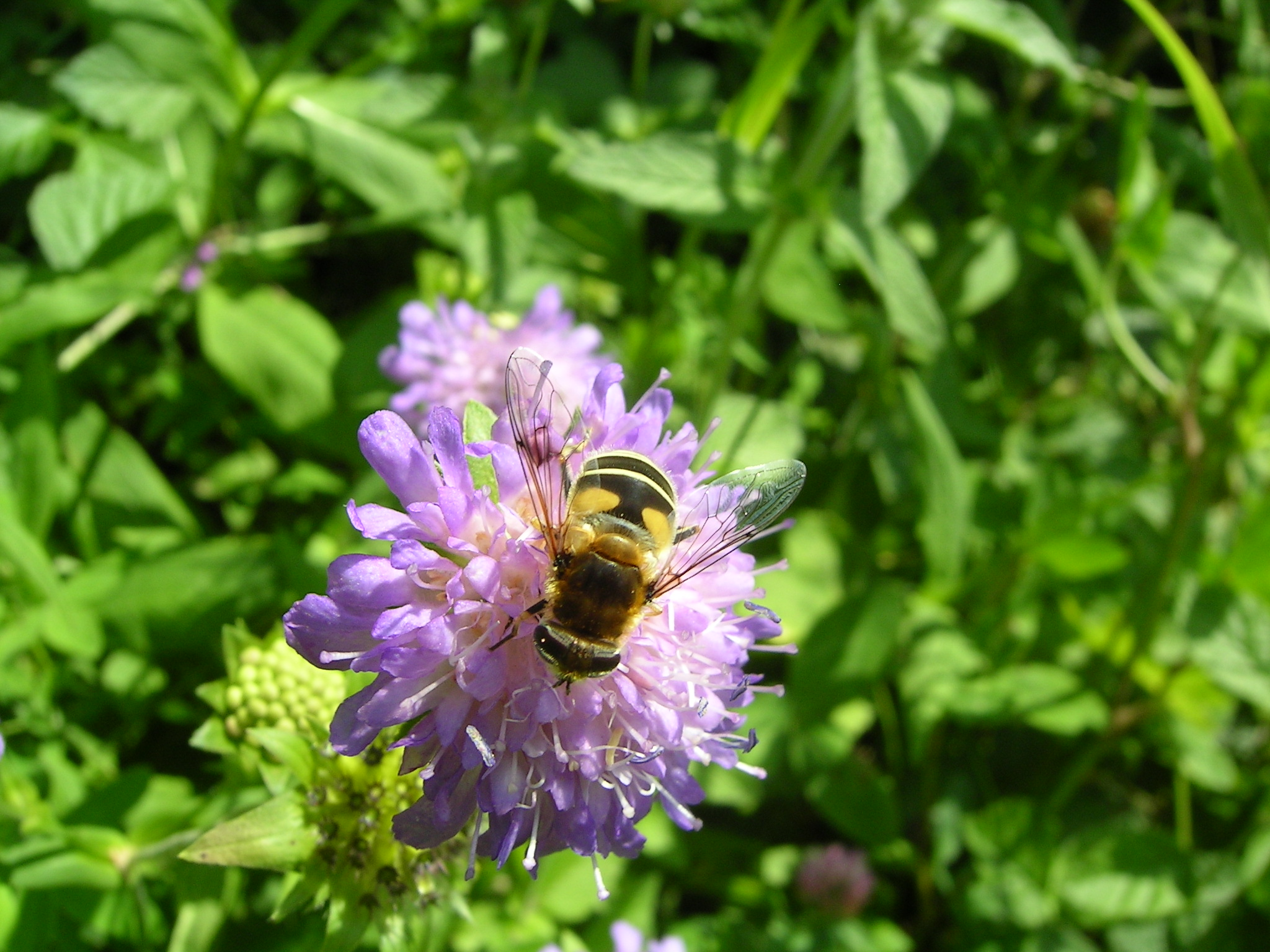
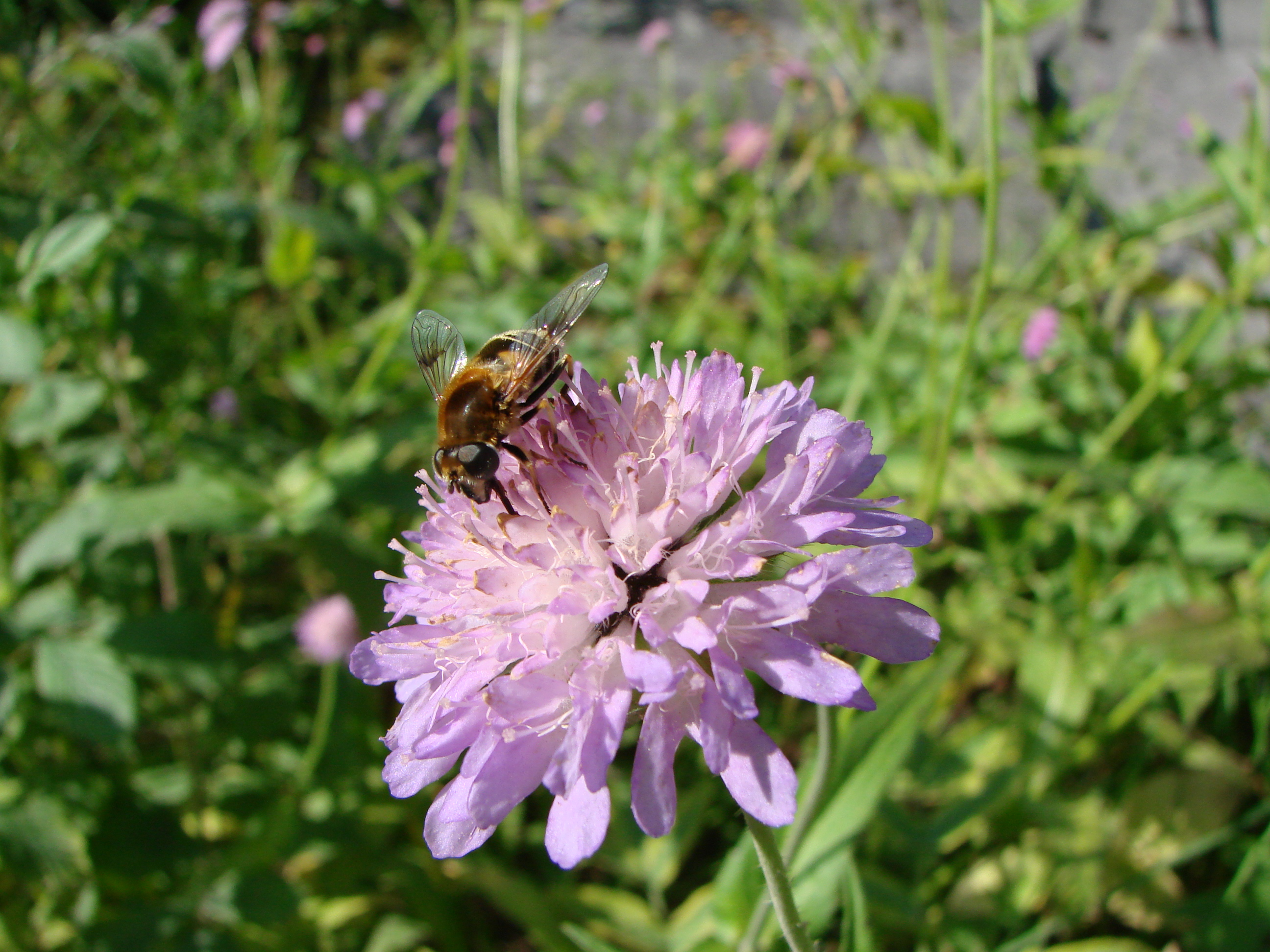
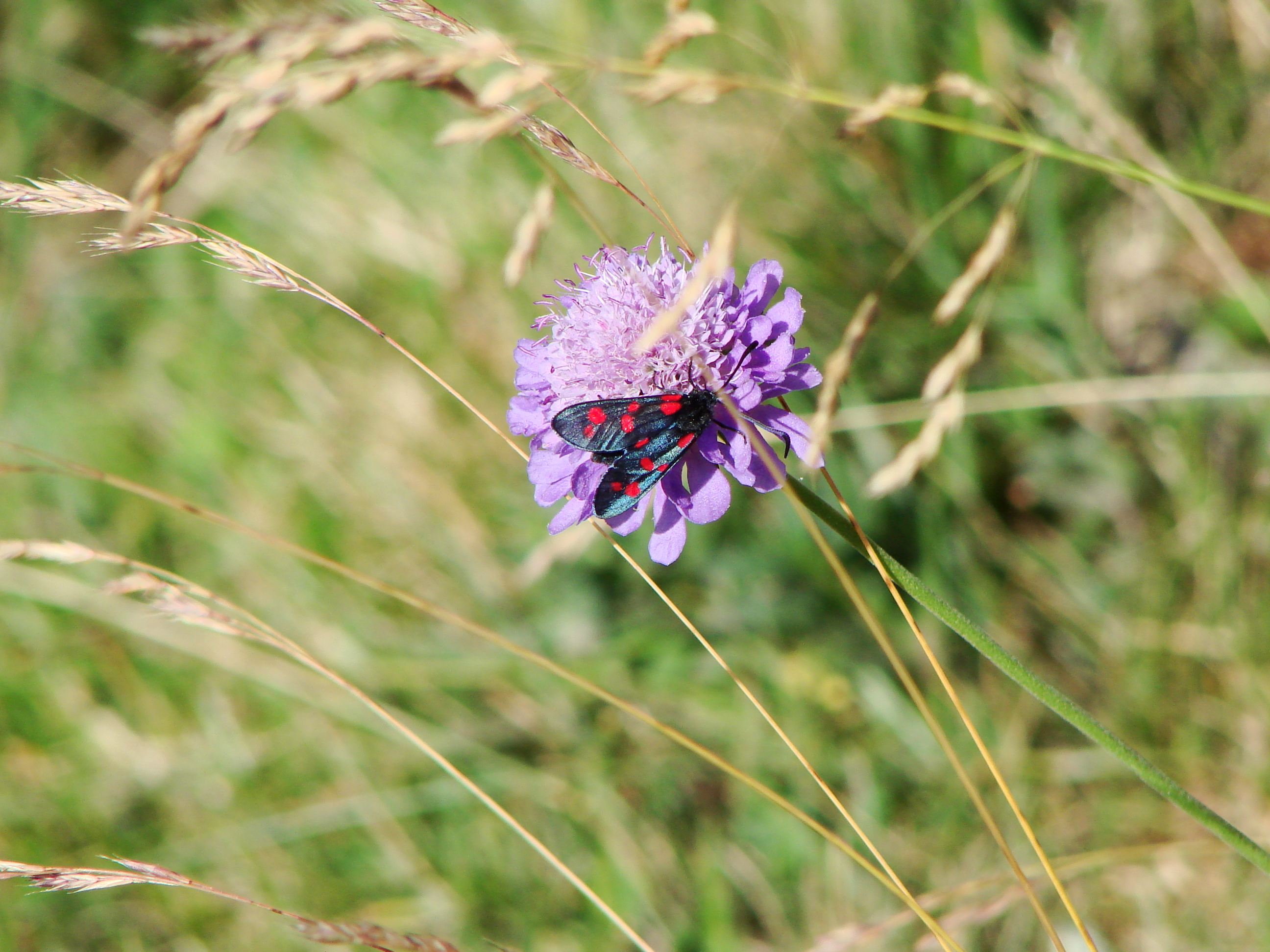
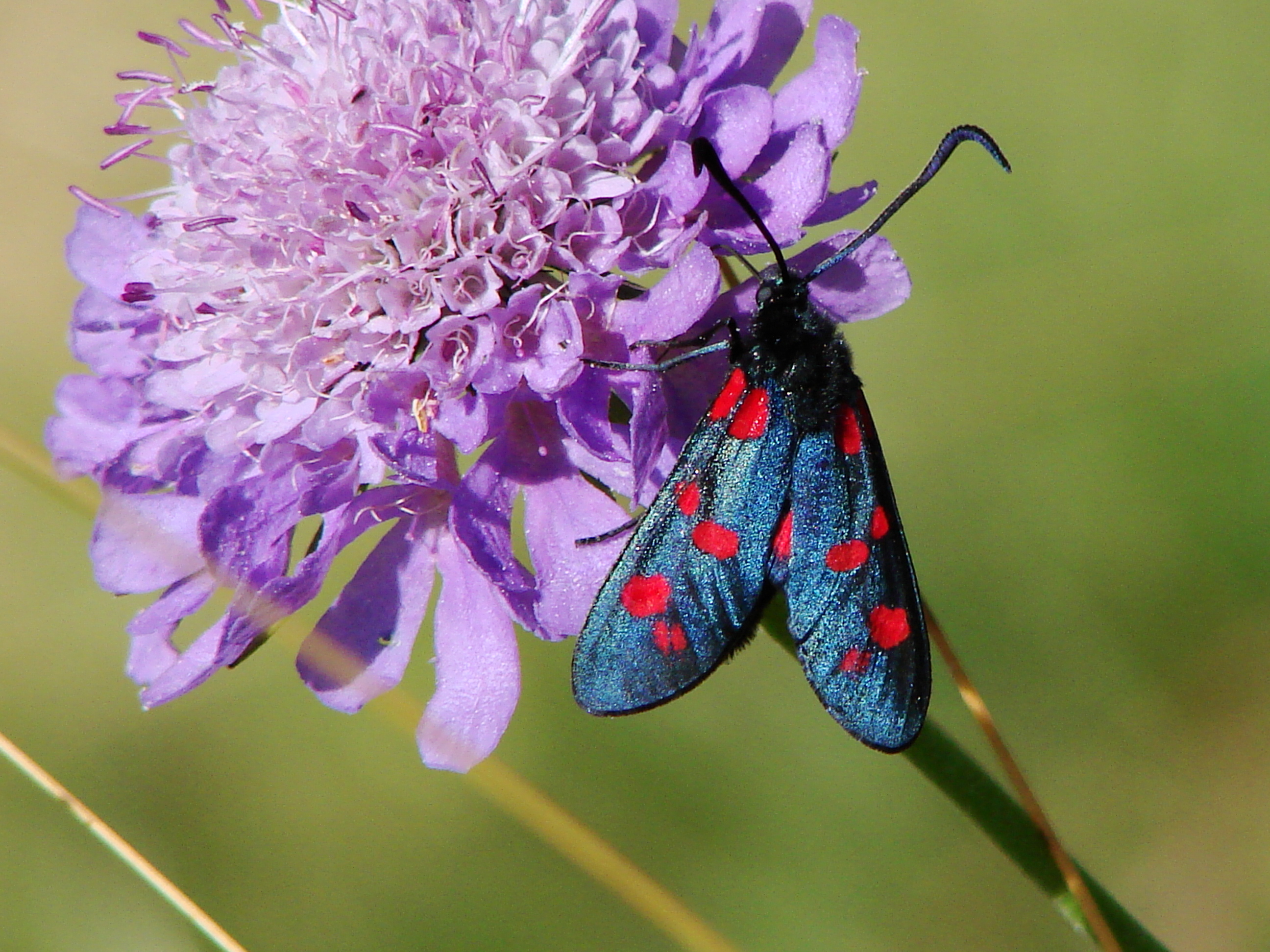